# Bahnradsport-Weltmeisterschaften 1939
Die Bahnradsport-Weltmeisterschaften 1939 fanden vom 26. August bis 3. September 1939 (geplant) auf der Vigorelli-Bahn in  Mailand statt.
Während der Austragung der Wettbewerbe brach der Zweite Weltkrieg aus, weshalb lediglich die Rennen der Amateur-Flieger zu Ende geführt wurden; bei den Profis fiel das Finalrennen zwischen Jef Scherens und Arie van Vliet um die Goldmedaille aus. Die anwesenden Präsidiumsmitglieder der Union Cycliste International (UCI) beschlossen, die Endläufe am 6. September in Kopenhagen auszutragen, wozu es nicht mehr kam. Auch der Wettbewerb in der Einerverfolgung, der erstmals offiziell ausgetragen wurde (im Jahr davor hatte es einen Demonstrationswettbewerb gegeben), musste nach den Vorläufen abgebrochen werden.
Zu Beginn der WM hatte Der Deutsche Radfahrer noch geschrieben: „Unbeeinflußt durch die Atmosphäre politische Hochspannung nahmen die friedlich und in ritterlichem Geiste ausgetragenen Kämpfe [...] ihren Fortgang.“ Da aber die Luftpostverbindungen schon unterbrochen waren, konnte die Zeitschrift nicht in gewohnter Ausführlichkeit berichten. Dem deutschen Journalisten Fredy Budzinski war bereits am Empfangsabend „eine gedrückte Stimmung“ aufgefallen, die er zunächst auf die Wahl des Restaurants zurückführte, dann aber „bemerkte ich, dass etwas anderes im Spiel sein müßte“. Den Entschluss zum vorzeitigen Abbruch der Weltmeisterschaften kommentierte er dann auch verständnislos als „Kleinmut einzelner“.
Das Rennen um Platz drei der Profis gewann der Kölner Albert Richter. Rund drei Monate später kam er mutmaßlich durch die Gestapo in Lörrach ums Leben. Dritter bei den Amateuren wurde der Berliner Gerhard Purann, der später unter ungeklärten Umständen als Soldat im Krieg umkam.

## Resultate der Berufsfahrer
| Disziplin                 | Platz | Land            | Athlet                                                                            |
| ------------------------- | ----- | --------------- | --------------------------------------------------------------------------------- |
| Fliegerrennen über 1000 m |       |                 | Finale zwischen Jef Scherens und Arie van Vliet wegen Kriegsausbruchs ausgefallen |
|                           | 3     | Deutsches Reich | Albert Richter                                                                    |

## Resultate der Amateure
| Disziplin     | Platz | Land               | Athlet         |
| ------------- | ----- | ------------------ | -------------- |
| Fliegerrennen | 1     | Niederlande        | Jan Derksen    |
| über 1000 m   | 2     | Königreich Italien | Italo Astolfi  |
|               | 3     | Deutsches Reich    | Gerhard Purann |